# Amtmann (Amtsbezeichnung)
Amtmann (abgekürzt Amtm.) ist in Deutschland die Amtsbezeichnung eines Beamten in der Laufbahngruppe des gehobenen Dienstes in der Bundes- oder Landesverwaltung (traditionell im zweiten Beförderungsamt). Ohne Zusatz wird die Amtsbezeichnung regelmäßig bei obersten Bundesbehörden oder Obersten Landesbehörden geführt. Häufigster Zusatz ist Regierungs-; die entsprechende Amtsbezeichnung lautet dementsprechend Regierungsamtmann und wird grundsätzlich in der Laufbahn des gehobenen nichttechnischen Verwaltungsdienstes geführt. Die nächsthöhere (Grund-)Amtsbezeichnung ist Amtsrat (drittes Beförderungsamt), die nächstniedrigere Oberinspektor (erstes Beförderungsamt). Das Amt mit der Amtsbezeichnung ist in Besoldungsgruppe A 11 der Bundesbesoldungsordnung des Bundesbesoldungsgesetzes oder der Besoldungsordnungen der Landesbesoldungsgesetze eingruppiert. Amtmänner können die Befähigung für eine Laufbahn des gehobenen Dienstes durch eine Laufbahnausbildung als Fachhochschulstudium mit dem Abschluss Diplom-Verwaltungswirt (FH) abgeschlossen haben oder sie haben die Laufbahnbefähigung durch Anerkennung erworben. Die weibliche Entsprechung für Amtmann ist Amtfrau, veraltet auch Amtmännin. In Baden-Württemberg ist der Amtmann mit dem entsprechenden Zusatz zur Grundamtsbezeichnung im Zuge einer Beamtenrechtsreform das Eingangsamt in einer Laufbahn des gehobenen technischen Dienstes, z. B. Brandamtmann oder Vermessungsamtmann.

## Dienststellung in einer Behörde
Amtmänner sind in großen Behörden auch als Sachbearbeiter tätig. Sie können dabei als Vorgesetzte der Beamten des mittleren Dienstes fungieren. In kleineren Dienststellen können sie auch die Funktion eines stellvertretenden Sachgebietsleiters oder eines stellvertretenden Abteilungsleiters innehaben.

## Zusätze und Entsprechungen
Zur Grundamtsbezeichnung Amtmann existieren zahlreiche Zusätze und weitere Amtsbezeichnungen, die für ein Amt in Besoldungsgruppe A 11 vergeben werden. Neben der häufigsten Kombination von Grundamtsbezeichnung und Zusatz Regierungsamtmann werden im gehobenen nichttechnischen Verwaltungsdienst auch die Amtsbezeichnungen Archivamtmann und Bibliotheksamtmann geführt.
Das Amt entspricht von Laufbahn der Besoldungsgruppe den Dienstgraden eines Hauptmanns und eines Kapitänleutnants der Bundeswehr, sofern die beiden Dienstgrade nicht in Besoldungsgruppe A 12 eingruppiert sind.
Vergleichbare Beamte führen im gehobenen auswärtigen Dienst neben der Amtsbezeichnung Amtmann auch die Amtsbezeichnungen Kanzler (§ 1 Abs. 2 LAP-gehDAAV 2004), im gehobenen Bankdienst bei der Deutschen Bundesbank die Amtsbezeichnung Bundesbankamtmann (Anlage 1 (zu § 2 Abs. 2) BBankLV), im gehobenen Polizeivollzugsdienst die Amtsbezeichnung Polizeihauptkommissar (sofern nicht in Besoldungsgruppe A 12 eingruppiert; Anlage 1 (zu § 3 Abs. 2) BPolLV), bei Verwendung in der Polizei beim Deutschen Bundestag Polizeihauptkommissar beim Deutschen Bundestag (sofern nicht in Besoldungsgruppe A 12 eingruppiert; Anlage (zu § 3) PolBTLV) und im gehobenen kriminalpolizeilichen Vollzugsdienst die Amtsbezeichnung Kriminalhauptkommissar (sofern nicht in Besoldungsgruppe A 12 eingruppiert; Anlage (zu § 3 Abs. 2) KrimLV). Bei der Bundesagentur für Arbeit führen Beamte im entsprechenden Amt des gehobenen nichttechnischen Verwaltungsdienstes die Amtsbezeichnung Amtmann bei der Bundesagentur für Arbeit, in der Justizverwaltung Justizamtmann, in der Steuerverwaltung Steueramtmann und bei der Zollverwaltung Zollamtmann.
Im gehobenen technischen Verwaltungsdienst lautet die Amtsbezeichnung u. a. Technischer Regierungsamtmann sowie Bauamtmann oder Brandamtmann und stellt mit dem Gesetz über die Anpassung von Dienst- und Versorgungsbezügen aus dem Jahr 2022 in Baden-Württemberg das Eingangsamt nach einem erfolgreich absolvierten Bachelor-Studium sowie dem entsprechend erfolgreich abgeschlossenen Vorbereitungsdienst in einer technischen Laufbahn dar.
Im agrar-, forst- und ernährungswissenschaftlichen sowie tierärztlichen Dienst, sofern forstwissenschaftliche Aufgaben wahrgenommen werden, lautet die Amtsbezeichnung Forstamtmann.
In den auslaufenden Laufbahnen der Beamten bei den Postnachfolgeunternehmen und bei den Beamten des Bundeseisenbahnvermögens, die zur Wahrnehmung einer Tätigkeit bei der Deutschen Bahn beurlaubt oder zugewiesen sind, haben die entsprechenden Ämter des gehobenen Dienstes die Amtsbezeichnungen Bundesbahnamtmann (Laufbahn der Bundesbahninspektoren; § 6 ELV), Technischer Bundesbahnamtmann (Laufbahn der technischen Bundesbahninspektoren; § 7 ELV), Postamtmann (gehobener nichttechnischen Postverwaltungsdienst) und Technischer Postamtmann (gehobener technischer Postverwaltungsdienst; Anlage 1 (zu § 2 Abs. 2) PostLV).
Mit der Übernahme der Bundesfernstraßenverwaltung durch den Bund und der bisher mit dieser Aufgabe betrauten Landesbeamten technischer und nichttechnischer Laufbahnen wurde der neue Zusatz zur Grundamtsbezeichnung Bundesfernstraßen- eingeführt. Die Amtsbezeichnungen lauten entsprechend Bundesfernstraßenamtmann (gehobener nichttechnischer Verwaltungsdienst) oder Technischer Bundesfernstraßenamtmann (gehobener technischer Verwaltungsdienst).
In den Verwaltungen der Kommunen und anderer Körperschaften lautet die Amtsbezeichnung regelmäßig Verwaltungsamtmann. Im nautischen Dienst lautet die der Laufbahn und Besoldungsgruppe des Amtmannes entsprechende Amtsbezeichnung in den Geschäftsbereichen des Bundesministeriums der Verteidigung und des Bundesministeriums für Verkehr und digitale Infrastruktur Seeoberkapitän.